# The Beatles
«Бітлз» (англ. The Beatles) — британський біт-рок-гурт, створений 1960 року у Ліверпулі. Один з найуспішніших з комерційного погляду та найвпливовіших з музичного та культурного гуртів в історії попмузики. Кількість проданих платівок гурту перевищує один мільярд примірників, що є рекордом світової музичної індустрії. 15 альбомів гурту «Бітлз» очолювали хіт-паради Великої Британії — це більше, ніж у будь-якого іншого виконавця.
До складу ансамблю більшу частину його існування входили Джон Леннон (вокал, ритм-гітара), Пол Маккартні (вокал, бас-гітара), Джордж Гаррісон (вокал, соло-гітара), Рінго Старр (ударні).

## Історія

### Створення гурту

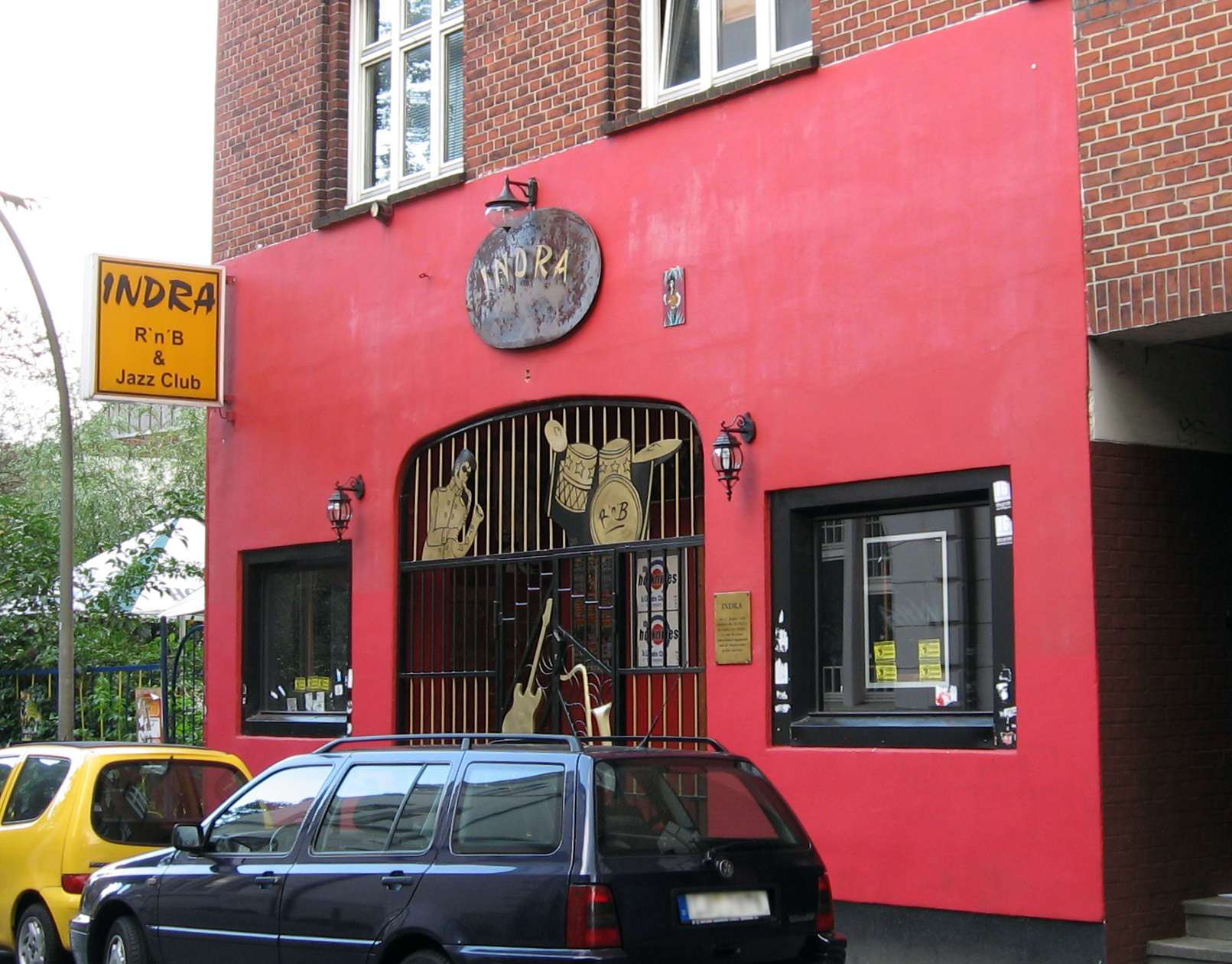
Гамбурзький клуб Індра (фото 2007 року), де вперше в Гамбурзі виступили Бітлз

Учасники майбутнього гурту народилися та виросли у Ліверпулі — місті, де наприкінці п'ятдесятих років XX століття спостерігався сильний вплив американської попмузики.
Навесні 1957 року 16-річний Джон Леннон під впливом популярного тоді музичного напрямку скіфл та його провідного представника Лонні Донегана заснував гурт, до якого увійшли його однокласники зі школи «Кворрі Бенк» (Quarry Bank School). Спочатку вони називали себе The Black Jacks, але згодом змінили назву на The Quarrymen (укр. Хлопці із «Кворрі»), після того як дізналися, що інший місцевий гурт вже використовував це ім'я. Колектив був аматорським — жоден із його учасників не мав музичної освіти й не грав на жодному інструменті до пуття. Сам Леннон у дитинстві співав у церковному хорі, пізніше вивчив кілька мелодій на губній гармоніці та освоїв найпростіші гітарні акорди — цього вистачило, щоб стати лідером і солістом ансамблю. Сусід і найкращий друг Леннона, Айвен Воен, навчався у тій самій школі з Полом Маккартні та приятелював з ним. На його запрошення Маккартні, що також захоплювався сучасною музикою та грав на гітарі, прийшов на концерт гурту в саду парафіяльної церкви святого Петра у ліверпульському районі Вултон 6 липня 1957 року. Він познайомився з Ленноном та іншими учасниками гурту і через кілька днів його запросили до гурту. Хлопці добре спрацювались і незабаром почали писати власні пісні, що було не характерним явищем для тих років: зазвичай виконавці користувалися або готовим матеріалом, або музикою, скомпонованою на їхнє замовлення.
6 лютого 1958 року друг Маккартні, 15-літній Джордж Гаррісон, відвідав концерт The Quarrymen у «Вілсон Холл», у районі Герстон. Маккартні запропонував взяти його до гурту, але Леннон був проти, тому що вважав його занадто юним. Проте після прослуховування, яке Пол улаштував для нього в березні 1958 року, Гаррісона прийняли як соло-гітариста, тому що той грав на гітарі «ліпше за них усіх».

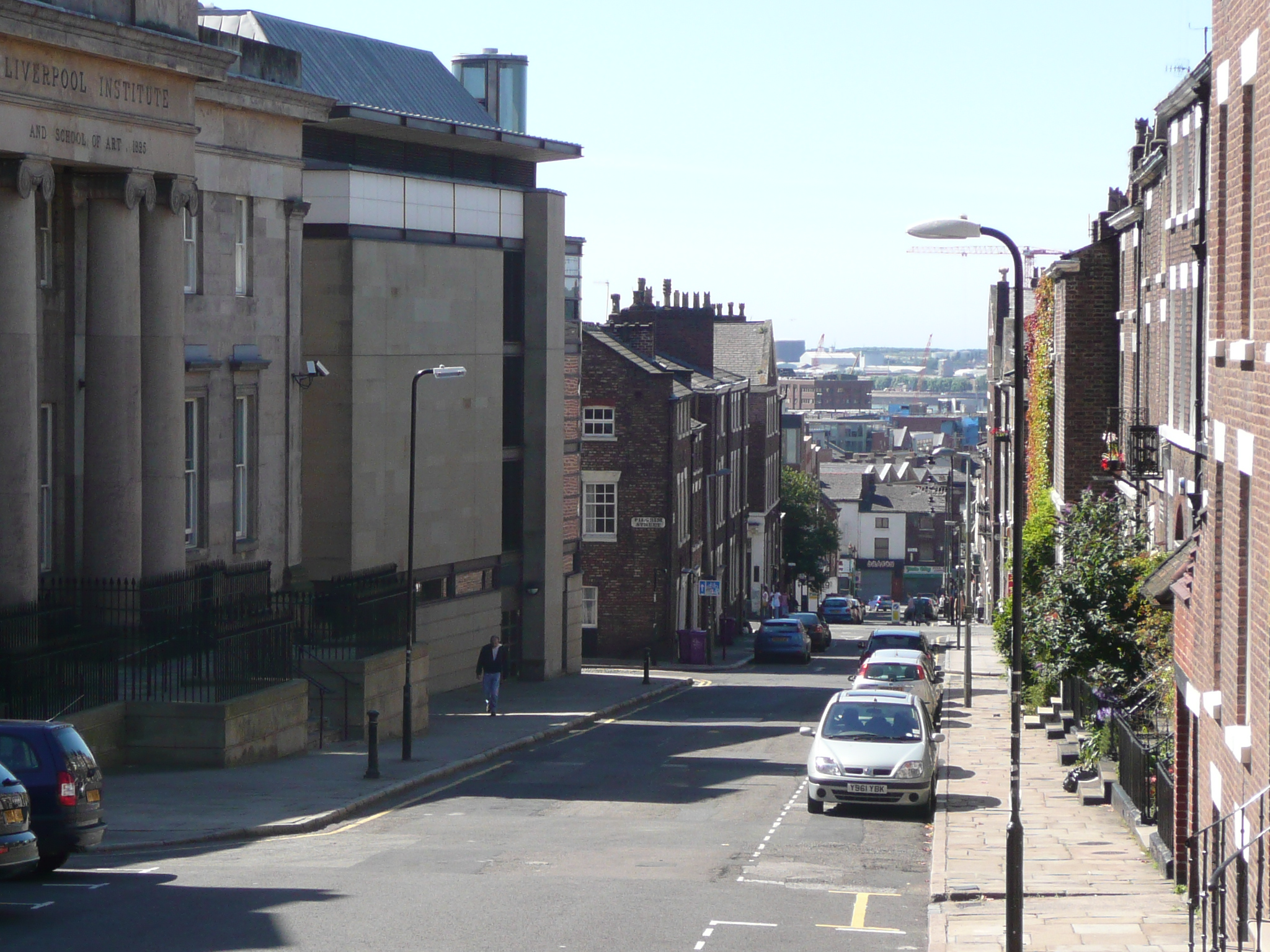
Ліверпульський інститут на Mount Street, у якому навчались Пол Маккартні і Джордж Гаррісон

Гурт грав музику в стилі скіфл, кантрі-енд-вестерн, і дедалі тяжів до рок-н-ролу. До його репертуару входили не тільки американські хіти, а й власні пісні Леннона й Маккартні, яких наприкінці 1958 року налічувалося вже понад півсотні. Леннон, Гаррісон і Маккартні були єдиними незмінними учасниками ансамблю. Після того як гурт покинув Колін Гентон, постійного барабанщика у них не було. Наприкінці 1958 року колектив тимчасово припинив своє існування. Гаррісон перейшов у гурт Les Stuart's Quartett, а Леннон із Маккартні почали виступати як дует The Nurk Twins. Але цей період тривав недовго, і незабаром гурт возз'єднався. У січні 1960 року до них долучився товариш Леннона по художньому коледжу — Стюарт Саткліфф. Джон переконав його придбати бас-гітару на грошову премію, яку той нещодавно отримав за одну зі своїх картин. Однак грати на ній Саткліфф не вмів і був змушений навчатися на ходу.
Сучасна назва гурту — The Beatles — з'явилася у квітні 1960 року. За спогадами учасників гурту, назву Beatles вигадав Саткліфф як сполучення слів beetles (англ. «жуки») та beat (англ. «ритм», «удар», «доля»).
З серпня 1960 року за ударними інструментами виступав Піт Бест, син Мони Бест, власниці клубу «Касба», у якому гурт кілька разів виступав. У такому складі The Beatles зробили перші свої чотири поїздки в Гамбург з репертуаром, який складався переважно з творів Чака Беррі, Літл Річарда, Карла Перкінса і Бадді Голлі. У січні 1961 року The Beatles вже дебютували у клубі «Каверна» на Метью-стріт (Ліверпуль): за два роки влаштували там же понад 300 концертів.

### Перші досягнення

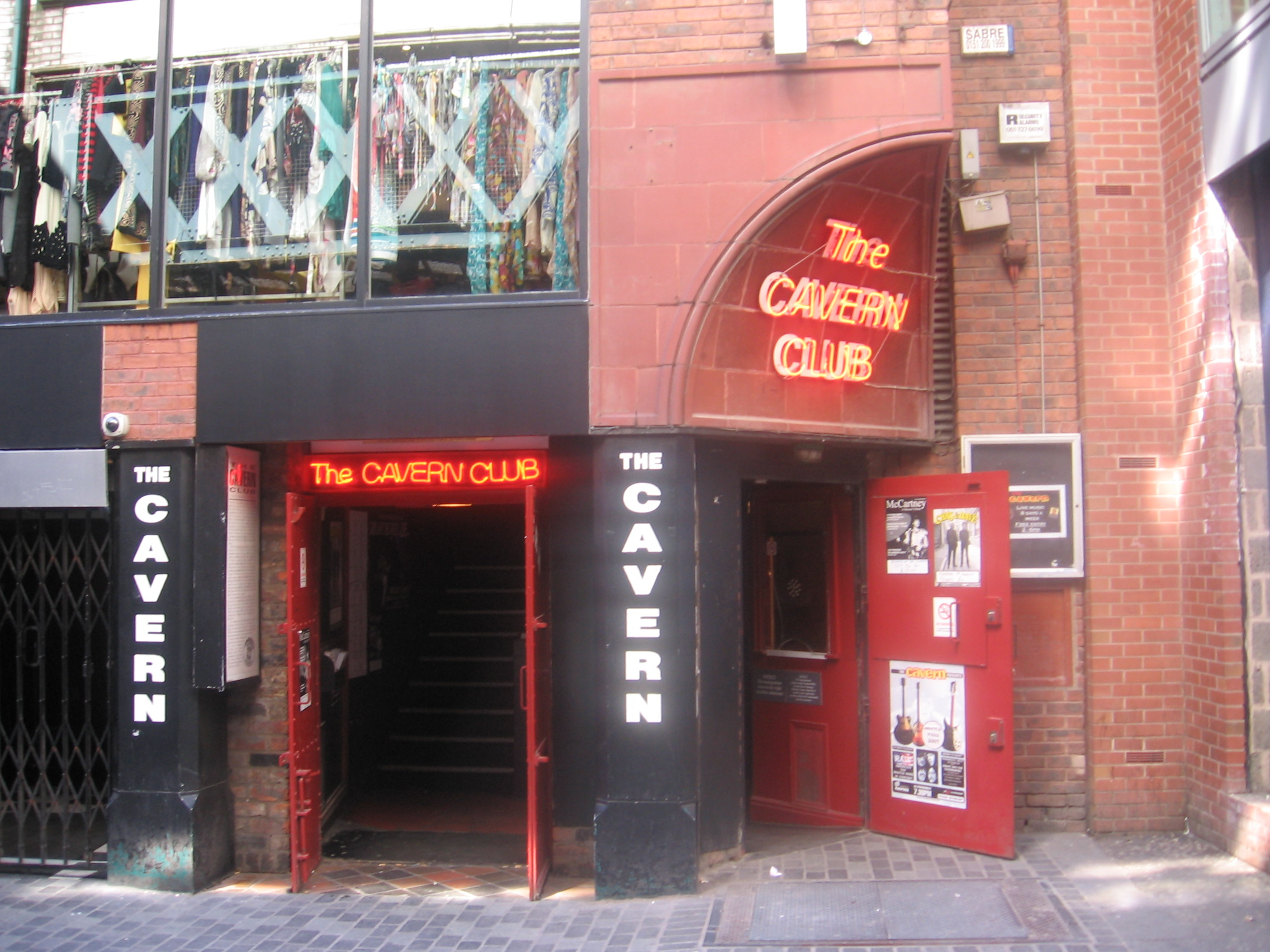
Клуб Cavern, Ліверпуль, де Бітлз зіграли 262 рази у 1961—62 роках

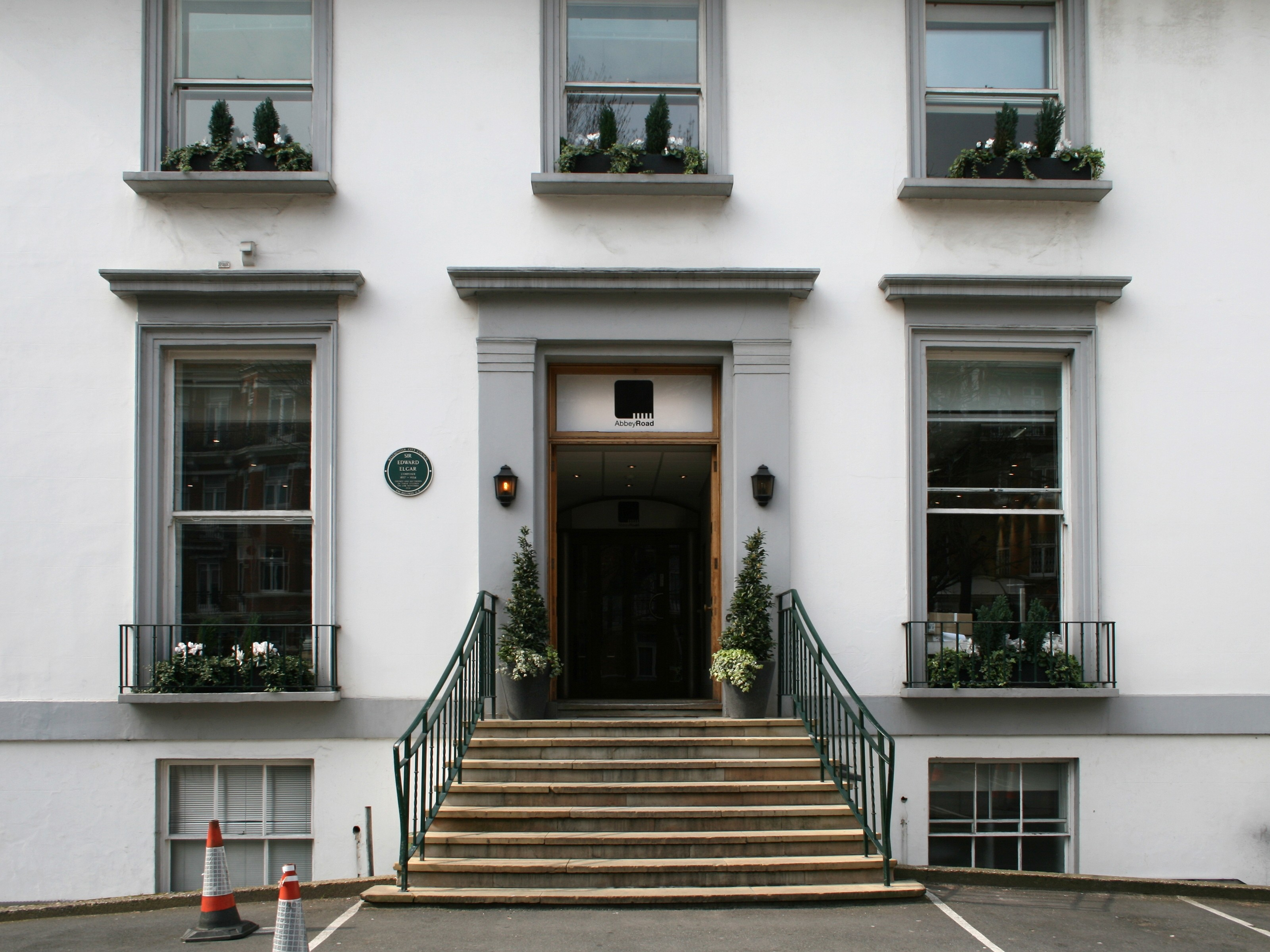
Вхід до Abbey Road Studios, де було записано Please Please Me

У квітні 1961 року гурт повторно виступає в Гамбурзі з новими зачісками (спершу таку почав носити Саткліфф), відтоді відомими як «класичні бітлівські». Після завершення гамбурзьких концертів Саткліфф залишив The Beatles і знайшов роботу в Гамбурзькій художній галереї, — а через рік, 10 квітня 1962 року, помер від крововиливу в мозок.
Зовсім випадково наприкінці 1961 року на один із концертів The Beatles у «Каверні» потрапив ліверпулець Браян Епштейн: сам він, комісований за станом здоров'я з армії, рік навчався в лондонській Королівській академії драматичного мистецтва, а потім поїхав додому й працював менеджером у батьківському магазині грамплатівок. Гурт був відомим Епштейну ще до відвідин «Каверни», оскільки він отримував чимало запитів на видану в Німеччині платівку-сингл My Bonnie (який The Beatles записали в Гамбурзі, акомпануючи Тоні Шеридану під назвою The Boat Boys).
Незабаром Епштейн став менеджером The Beatles. Першою справою для Епштейна стала зміна іміджу музикантів: замість чорних шкірянок «бітли» одягли фірмові піджаки-безкомірки П'єра Кардена (які опісля отримали назву «бітлівки») та змінили елвіс-преслівські зачіски на довгі чубчики.
Практично всі європейські фірми грамзапису відхилили музику The Beatles, отже Епштейн домігся контракту з Parlophone, що входила тоді до складу EMI. У червні 1962 року гурт прослухав продюсер Джордж Мартін та підписав із ним контракт на місяць. А в серпні 1962 року Леннон, Маккартні й Гаррісон прийшли до висновку, що Піт Бест не справляється з обов'язками барабанщика, і Бест, тоді єдиний секс-символ гурту, покинув його. На його місце запросили Рінго Старра, що грав у другому за популярністю ліверпульському гурті Rory Storme and the Hurricanes.
У вересні 1962 року The Beatles записали свою першу «сорокап'ятку», до якої ввійшли Love Me Do і P. S. І Love You, які потрапили до національної топ-двадцятки в жовтні. На початку 1963 року композиція Please Please Me посіла в хіт-параді Великої Британії 2-ге місце, а 11 лютого 1963 року, лише за 13 годин, записали дебютний альбом гурту. Коли третій сингл From Me To You посів у чартах 1-ше місце, індустрія звукозапису Великої Британії збагатилася новим терміном: Merseybeat, тобто «ритми з берегів річки Мерсі». Річ у тім, що більшість гуртів, які працювали в стилі, аналогічному The Beatles, — Gerry and the Pacemakers, Billy J. Kramer and the Dakotas і The Searchers — походили з Ліверпуля, розташованого на річці Мерсі.

### Початок бітломанії

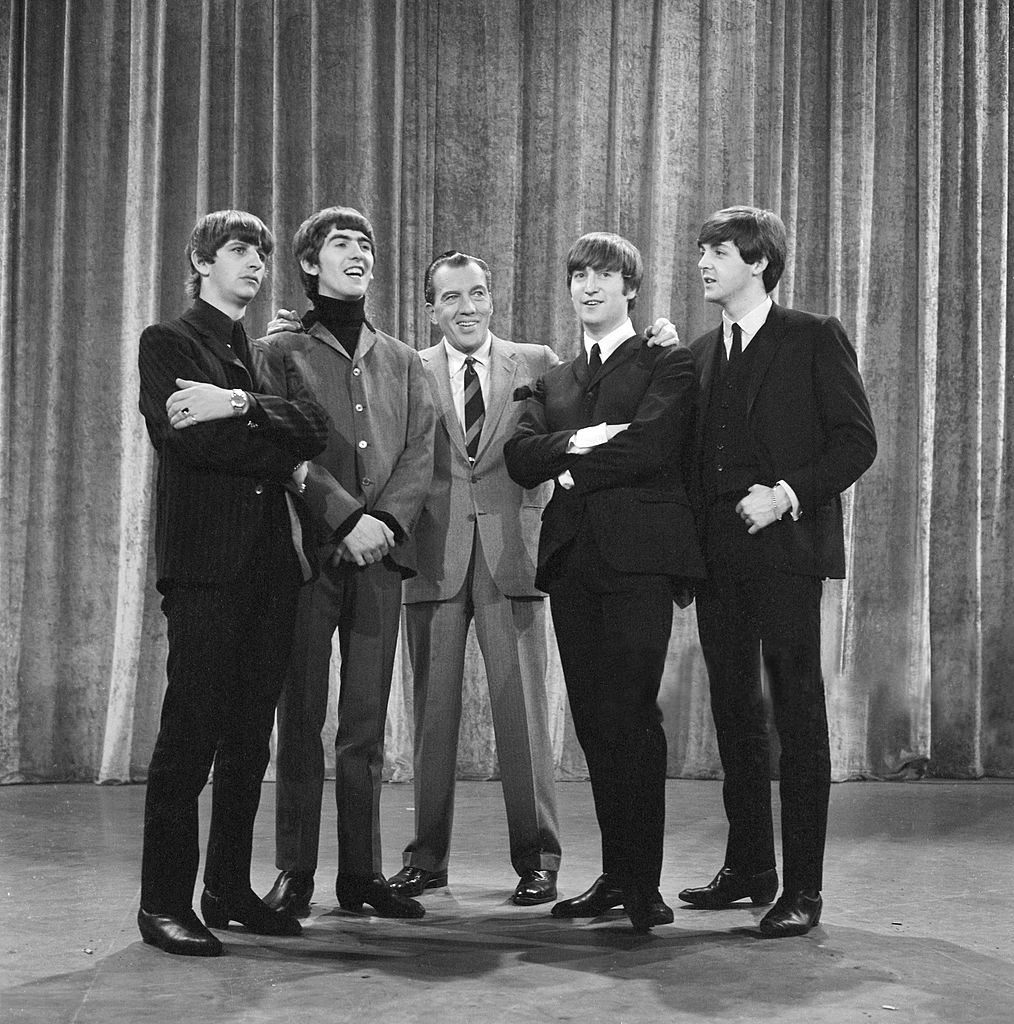
«Бітлз» на Шоу Еда Саллівана, США

Улітку 1963 року The Beatles, які мали відкривати британські концерти Роя Орбісона, виявилися за рейтингом на порядок вище від американця. Саме тоді з'явилися перші ознаки явища, що одержало назву «бітломанія». Після закінчення перших європейських гастролей (жовтень 1963 року) The Beatles і їхній менеджер Епштейн перебралися до Лондона. Їх переслідували натовпи шанувальників, і The Beatles з'являлися на публіці лише під охороною поліції. Наприкінці жовтня того ж року сингл She Loves You побив усі рекорди тиражів за всю історію грамофонної промисловості Великої Британії, а в листопаді 1963 року The Beatles виступили перед королевою Єлизаветою II.
Capitol Records, американська гілка фірми ЕМІ, поставилася до успіху гурту насторожено й не випустила жодної платівки, датованої 1963 роком, ризикнувши передрукувати тільки четвертий сингл I Want To Hold Your Hand, а також випустити «лонгплей» (довгогральну платівку). Американські слухачі одержали в січні 1964 року диск Meet The Beatles. В американські гастролі ансамблю фірма Capitol Records вклала всього 50 000 $, і 7 лютого 1964 року у нью-йоркському аеропорту імені Кеннеді гурт зустрічали кілька тисяч американських фанів. А 9 й 16 лютого вже понад 70 мільйонів телеглядачів дивилися виступ The Beatles у програмі Еда Саллівана. У квітні 1964 року композиція Can't Buy Me Love одночасно очолила хіт-паради Англії й США; того ж місяця The Beatles зайняли всі верхні п'ять сходинок у хіт-параді журналу Billboard. Прем'єра першого фільму за участю The Beatles «Вечір важкого дня» (Hard Day's Night, режисер Річард Лестер) — відбулася в США у серпні 1964 року (перший тиждень прокату приніс прибуток у 1,3 мільйона доларів). The Beatles стали на чолі «британського вторгнення», проклавши на американський ринок дорогу для таких гуртів як The Who, Rolling Stones і The Kinks.

### Зрілий період
Після 1965 року Леннон і Маккартні вже рідко писали пісні разом, хоча, за умовами контракту (і за взаємною домовленістю), пісня кожного з них уважалася спільною творчістю. 1965 року The Beatles побували з концертами в Європі, Північній Америці, Австралії й на Близькому Сході. Другий фільм з їхньою участю Help! («Допоможіть!») режисера Річарда Лестера, знімали в Англії, Австрії й на Багамських островах навесні 1965 року; прем'єра картини відбулася в США у серпні того ж року. 15 серпня 1965 року The Beatles виступили перед 55 000 глядачів на нью-йоркському стадіоні «Ші», установивши рекорд відвідуваності рок-концертів. Написана тоді композиція Пола Маккартні Yesterday (1-ше місце, 1965) дотепер є найпопулярнішою в репертуарі більш ніж 500 виконавців. У червні 1965 року «за видатний внесок у справу процвітання Великої Британії» королева нагородила музикантів орденом Британської імперії — подію сприйняли неоднозначно, деякі кавалери ордена повернули свої регалії, однак 26 жовтня церемонія нагородження відбулася в Букінгемському палаці (1969 року Джон Леннон повернув свій орден). Вихід альбому Rubber Soul ознаменував новий етап у творчості гурту й вихід за рамки поп-музики. The Beatles і Боб Ділан залучили до рок-музики дорослу аудиторію; вони стали свого роду рупором післявоєнного покоління, тексти пісень гурту ставали дедалі поетично зрілішими й часто політичними.

Улітку 1966 року Джон Леннон спричинив скандал, заявивши:
Християнство, рано чи пізно, зживе себе. Воно скулиться і зникне. Сперечатися з цього приводу безглуздо — я маю рацію, і майбутнє покаже, що я маю рацію. Ми вже зараз популярніші від Ісуса Христа.
Останнє речення призвело до масових спалень платівок гурту, і через деякий час Леннон був змушений перепросити в усіх, чиї почуття він образив. 29 серпня 1966 року у Кендлстік-парку, Сан-Франциско, The Beatles дали свій останній концерт і надалі зосередилися на експериментах у студії (точкою відліку, вочевидь, слід вважати композицію Norwegian Wood (1965), де вперше пролунав екзотичний інструмент ситара), першим результатом яких стала Rain з треками, що лунали у зворотному напрямку. А такі пісні як Taxman і Love You Too, що ввійшли до альбому Revolver, свідчили про композиторські зростання Джорджа Гаррісона.

### «Револьвер»та«Оркестр клубу самотніх сердець сержанта Пеппера»
Тоді як Rubber Soul уже став значним кроком уперед, альбом Revolver, що побачив світ у серпні 1966 року, за тиждень до останнього турне The Beatles, пішов ще далі. За означенням Pitchfork,
…звук гурту виростає до найвищого ступеня впевненості" й "перевизначає те, чого можна очікувати від популярної музики.
Пісні альбому складні, репертуар музичних стилів широкий: від новаторського аранжування класичних струнних інструментів до психоделічного року. Дизайнер обкладинки Клаус Форманн, друг гурту ще з гамбурзьких днів, відмовився від традиційного зображення четвірки, зробивши чорно-білий колаж у стилі Обрі Бердслі. Перед альбомом вийшов сингл Paperback Writer із піснею Rain на зворотному боці. Для реклами синглу The Beatles зробили короткий фільм, який називають першим справжнім відеокліпом. Цей фільм показували програми Top of the Pops та Шоу Еда Саллівана.
Серед найекспериментальніших пісень альбому Revolver виділяється Tomorrow Never Knows, слова для якої Джон Леннон запозичив з книги Тімоті Лірі Психоделічний досвід: Підручник на основі тибетської Книги мертвих. При створенні запису гурт використав 8 магнітофонів, розставлених у будинку студії звукозапису. Кожним із магнітофонів випадковим чином керувала людина, тоді як Мартін записував результат.
У пісні Eleanor Rigby Маккартні використав струнний октет, створивши сполучення, «що не зводилося до жодного відомого стилю чи жанру пісні». Гаррісон теж розвивався як композитор, до альбому увійшли три його твори. 2003 року журнал Rolling Stone поставив Revolver на третє місце серед альбомів усіх часів. Проте, впродовж американського турне гурт не виконав жодної пісні з цього альбому. Як пояснює Кріс Інїґгем, ці пісні були суто студійними творами, і гурт із чотирьох музикантів жодним чином не міг відповідно їх відтворити, особливо посеред шуму прихильників. «Бітлз наживо» й «Бітлз студійні» стали зовсім різними поняттями. Концерт у Кендлстік-Парку Сан-Франциско 29 серпня 1966 року став їхнім останнім концертом. Він завершив чотирирічний період, насичений турами, під час якого гурт дав понад 1400 концертів у всьому світі.

Звільнившись від важкої ноші турне, гурт почав ще з більшим завзяттям експериментувати в роботі над альбомом Sgt. Pepper's Lonely Hearts Club Band, що розпочалася у грудні 1966 року. Інженер звукозапису Джефф Емерік пригадує, що хлопці наполягали, щоб усе в Сержанті Пеппері було іншим:
У нас мікрофони стояли в розтрубах мідних духових, а до скрипок приєднувалися навушники, перероблені так, щоб вони працювали так, наче мікрофони. Ми використовували величезний осцилятор для того, щоб змінювати швидкість інструментів та вокалу, ми різали стрічки й знову склеювали їх догори ногами або задом наперед.
Пісня A Day in the Life вимагала оркестру з 40 інструментів. Запис тривав майже 700 студійних годин.
Спочатку в лютому 1967 року вийшов сингл з подвійною стороною A Strawberry Fields Forever/Penny Lane, а в червні сам альбом Sgt. Pepper. Музична складність запису з використанням тодішньої технології, у якій було тільки чотири доріжки, приголомшила музикантів сучасників. Для лідера Beach Boys Браяна Вілсона, який тоді переживав особисту кризу, й завершення амбіційного альбому Smile йому давалося важко, сингл Strawberry Fields став сильним ударом, і незабаром він полишив спроби змагатися з The Beatles. Критики оцінили альбом позитивно. 2003 року журнал Rolling Stone поставив його на перше місце у списку 500 найвизначніших альбомів усіх часів.
Sgt. Pepper став першим значним альбомом у попмузиці, на звороті обкладинки якого надруковано всі тексти пісень. Ці тексти інтенсивно аналізували; прихильники розмірковували, наприклад, про те, що «celebrated Mr K.» в Being for the Benefit of Mr. Kite!, мабуть, сюрреалістичний письменник Франц Кафка. Американський літературний критик, професор англійської мови, Річард Пойрієр написав есе «Навчаючись у The Beatles», у якому зазначав, що студенти слухали музику гурту з такою цікавістю, якій він, як викладач, міг тільки заздрити. Пойрієр ідентифікував особливість, яку він назвав «змішаною алюзивністю»:
Нерозумно будь-де припускати, що вони роблять тільки одне чи виражають себе тільки в одному стилі… один тип відчуття щодо теми недостатній… кожне окреме навіяне почуття часто мусить існувати в контексті, на перший погляд несумісних альтернатив.
Маккартні тоді говорив:
Ми пишемо пісні. Ми знаємо, що хочемо ними сказати. Але через тиждень хтось ще говорить про них щось інше, і ти не можеш цього заперечити. … Ви вкладаєте в наші пісні своє власне значення, що відповідає вашому власному рівню.
Надзвичайно детально розроблена обкладинка альбому теж викликала великий інтерес і глибоко вивчалася. Вуса й бороди хлопців швидко стали визначальним символом стилю хіпі. Історик культури Джонатан Гарріс описує їхню «яскраво забарвлену пародію на військову форму» як свідомий виклик владі й істеблішменту.

25 червня гурт виконав новий сингл All You Need Is Love для світової аудиторії телепрограми «Наш світ» (Our World), що була першою глобальною телетрансляцією наживо. У розпалі Літа кохання пісня стала гімном руху сила квітки. Через два місяці гурт зазнав утрати, що змінила їхню кар'єру. Познайомившись із Магаріші Магеш Йогі, гурт поїхав у Бангор у його табір трансцендентальної медитації. Тоді їм зателефонував Пітер Браун, асистент Епштейна, й повідомив про смерть менеджера. Коронер установив причиною смерті випадкове передозування наркотиками, але ходили чутки, що серед речей Епштейна знайшли записку про самогубство. Епштейн перебував на межі емоційного зламу через власні особисті проблеми та через стан робочих відносин із гуртом. Він боявся, що вони не поновлять його контракт, термін якого закінчувався у жовтні, через невдоволення його управлінням фінансовими справами. Особливу тривогу викликала угода з Seltaeb — компанією, що займалася правами продажу в США. Смерть Епштейна заскочила гурт зненацька, хлопці розгубилися, у них виник страх перед майбутнім. Пізніше Леннон говорив:
У мене не було жодних ілюзій щодо того, чи ми можемо займатися чимось іншим, крім музики, і я злякався.
Саме зі смертю Епштейна він пов'язує початок кінця гурту:
Я тоді знав, що ми в халепі.

### Магічне таємниче турне,Білий альбомтаЖовта субмарина
Magical Mystery Tour, саундтрек до майбутнього телевізійного фільму, з'явився як подвійний альбом з 6 піснями на початку грудня 1967 року. У США LP з аналогічною назвою теж містила ці шість пісень, але, додатково, пісні з недавніх синглів гурту. За словами Allmusic щодо американського видання,
…психоделічне звучання витримане в тому ж руслі, що й Sgt. Pepper, і навіть подекуди об'ємніше (особливо звукові колажі з I Am the Walrus).
— і називає п'ять пісень із синглів 1967 року «величними, визначними й новаторськими». Альбом встановив новий рекорд продажу впродовж перших трьох тижнів у США серед платівок Capitol, і саме одна з компіляцій Capitol стала пізніше офіційним каноном студійного альбому.
Показ фільму «Магічне таємниче турне», режисером якого значною мірою був Пол Маккартні, відбувся 26 грудня. Він уперше приніс гурту негативні відгуки британських критиків. Daily Express назвав його «відвертим сміттям» й описав як сиру стрічку про те, як група людей сідає в автобус, їде в автобусі й виходить з нього. Daily Mail назвала фільм «колосальним шахрайством», а The Guardian схарактеризувала його як «щось на кшталт фантазійної моралістичної п'єси про масу і тепло й тупість публіки». Як наслідок, у США фільм того року не стали показувати. У січні гурт знявся в ролі камео для мультфільму «Жовта субмарина» — фантазії, персонажами якої були намальовані мультиплікаційні зображення членів гурту. The Beatles також віддали авторам мультфільму кілька неопублікованих студійних записів. Мультфільм вийшов у червні 1968, і сподобався глядачам, окрім музики, новаторським стилем подання і гумором. Однак саундтрек до фільму з'явився лише через сім місяців.

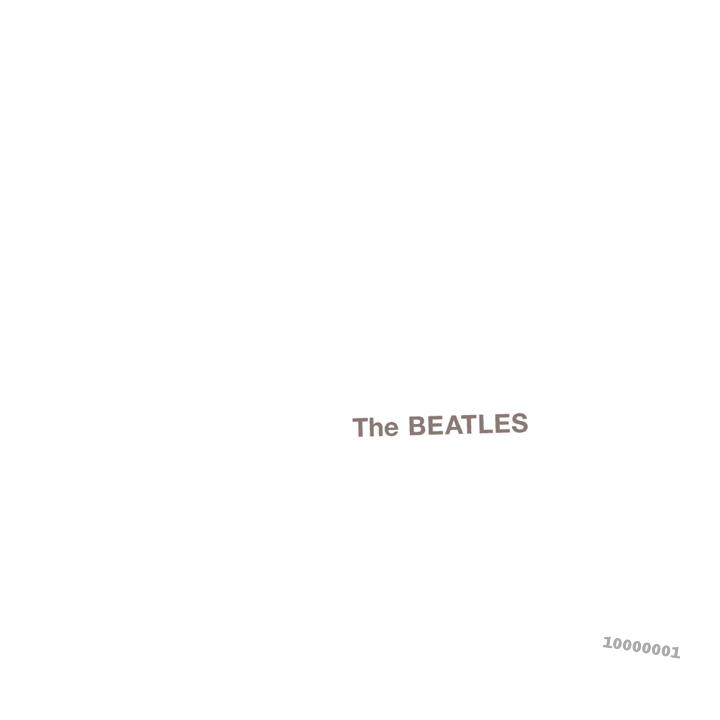
The Beatles, відомий під назвою Білий альбом завдяки мінімалістичному оформленню конверта. Задум належав художнику Річарду Гамільтону, і тлумачився водночас як «чиста дошка» і як іронія гурту щодо авангардного мистецтва.

Упродовж цих місяців вийшов The Beatles — подвійний LP, знаний як «Білий альбом» завдяки обкладинці, на якій майже нічого не було. Творча наснага надійшла із зовсім несподіваного джерела: після смерті Епштейна гурт звернувся до Магаріші Магеш Йогі з проханням стати їхнім гуру. Три місяці в ашрамі в Рішікеші стали для гурту одним із найпродуктивніших періодів. Було написано багато пісень, включно з більшою частиною тієї тридцятки, що увійшла до альбому. Старр поїхав через десять днів, Маккартні теж знудився й відбув ще через тиждень. У Леннона й Гаррісона виникли сумніви, коли Янні Алексіс Мардас, технік, що відповідав за електроніку, зауважив, що Магаріші намагається маніпулювати гуртом. Після того як Мардас звинуватив Магаріші в сексуальних залицяннях до жінок, які приїхали на збір, Леннон вирішив негайно поїхати геть, забравши із собою Гаррісона й решту своїх супутників. Зі злості Леннон написав уїдливу пісню, яку назвав Maharishi, але потім змінив назву на Sexy Sadie, щоб запобігти судовому позову.

Запис альбому розтягнувся від кінця травня до середини жовтня 1968. У цей період стосунки між членами гурту так напружилися, що хлопці стали уникати один одного. На деякий час Старр пішов з гурту, і в кількох піснях на ударних грав Маккартні. Романтичне захоплення Леннона художницею-авангардисткою Йоко Оно теж викликало суперечки в гурті, і Джон утратив бажання писати разом із Маккартні. Усупереч домовленості, що вони не приводитимуть своїх дівчат у студію, Леннон уперто приводив із собою на всі сесії Оно, яку Гаррісон не любив. Леннон дедалі частіше висловлював зневагу до доробку Маккартні й став називати його композиції «музикою для бабусь», а пісню Ob-La-Di, Ob-La-Da схарактеризував як «бабусине лайно». Пригадуючи запис «Білого альбому», Леннон говорив:
Усе було так, наче з нього вибрали пісню за піснею, й сказали — оце моя, оце Полова, … ось я і супровід, ось Пол і супровід, і мені це подобалося. Тоді ми й розійшлися.
Маккартні також пригадує, що саме ця сесія стала початком розколу:
Доти проблемою був світ, а не ми.
"Білий альбом" вийшов у листопаді. Уперше його видав лейбл Apple Records. Цей новий лейбл був підпорядкований Apple Corps, яку члени гурту створили, повернувшись з Індії та втілюючи в життя план Епштейна — створити структуру, ефективну щодо податків. Альбом отримав понад два мільйони попередніх замовлень, і за місяць з лишком розійшлися майже чотири мільйони копій. Пісні з альбому мали ротації на американських радіостанціях. Попри популярність, критики не поспішали його хвалити. За словами Джонатана Ґулда:

Відгуки критиків… були від суперечливих до прохолодних. На відміну від Sgt. Pepper, який призвів до встановлення цілого жанру літературного критицизму рок-музики, Білий альбом не дав будь-кому натхнення на написання чогось значного. Навіть найприхильніші оглядачі… не знали, що думати від цього безформенного потоку пісень. Критик Newsweek Гільберд Саал, відзначаючи велику кількість пародій, звинуватив гурт у тому, що їхні язики залипли за щоками.

Думка критиків про «Білий альбом» поступово поліпшувалася, і 2003 року журнал Rolling Stone поставив його на десяте місце серед альбомів усіх часів. Pitchfork Media характеризує його як
…великий і обширний, сповнений ідеями, але водночас і потураннями смакам публіки, укомпонований надзвичайно різноманітним матеріалом… його недоліки невіддільні від його характеру та його тріумфу.
Allmusic зауважує, що два найпотужніші генератори пісень The Beatles уже не були на одній сторінці, але те ж можна сказати про Джорджа та Рінго, і все ж Леннон виконує дві свої найкращі балади, пісні Маккартні приголомшують, Гаррісон уже почав писати гідні уваги пісні, а композиції Старра — суцільне задоволення.
Лірику Beatles стали сприймати серйозно. Коли пісня Леннона Revolution вийшла синглом у серпні, напередодні Білого альбому, її слова звучали ясно: «звільни свій розум» і «не розраховуй на мене» (count me out), коли йдеться про руйнацію як засіб досягнення мети. Того року світом прокотилися студентські протести — від польської політичної кризи 1968 року до травневих протестів у Парижі й протестів на з'їзді демократичної партії США у Чикаго. Радикальна лівиця була обурена словами Beatles. Однак у версії пісні, що увійшла до Білого альбому, прозвучало ще одне слово: «count me out … in», що, начебто, свідчило про зміну у ставленні гурту до подій. Насправді хронологічний порядок був порушений. Неоднозначна версія, що увійшла до альбому, була записана спочатку. Однак дехто сприйняв її як те, що Леннон уже не засуджує однозначно політичне насилля.

Альбом Yellow Submarine побачив світ у січні 1969. У ньому було тільки чотири пісні, що не виходили раніше, і сім інструментальних п'єс, які склав Мартін. Пісня, яка дала йому назву, вже була в альбомі Revolver. All You Need Is Love уже з'являлася в американській версії Magical Mystery Tour. Allmusic відзначив, що альбом може виявитися несуттєвим, через бідність нової музики гурту, за винятком It's All Too Much Гаррісона —
…діаманта серед нових пісень… пречудової у вихорі мелотрона, більших за життя ударних, припливної хвилі гітари… віртуозні рейди в туманну психоделію.

### Останні роки й розпад

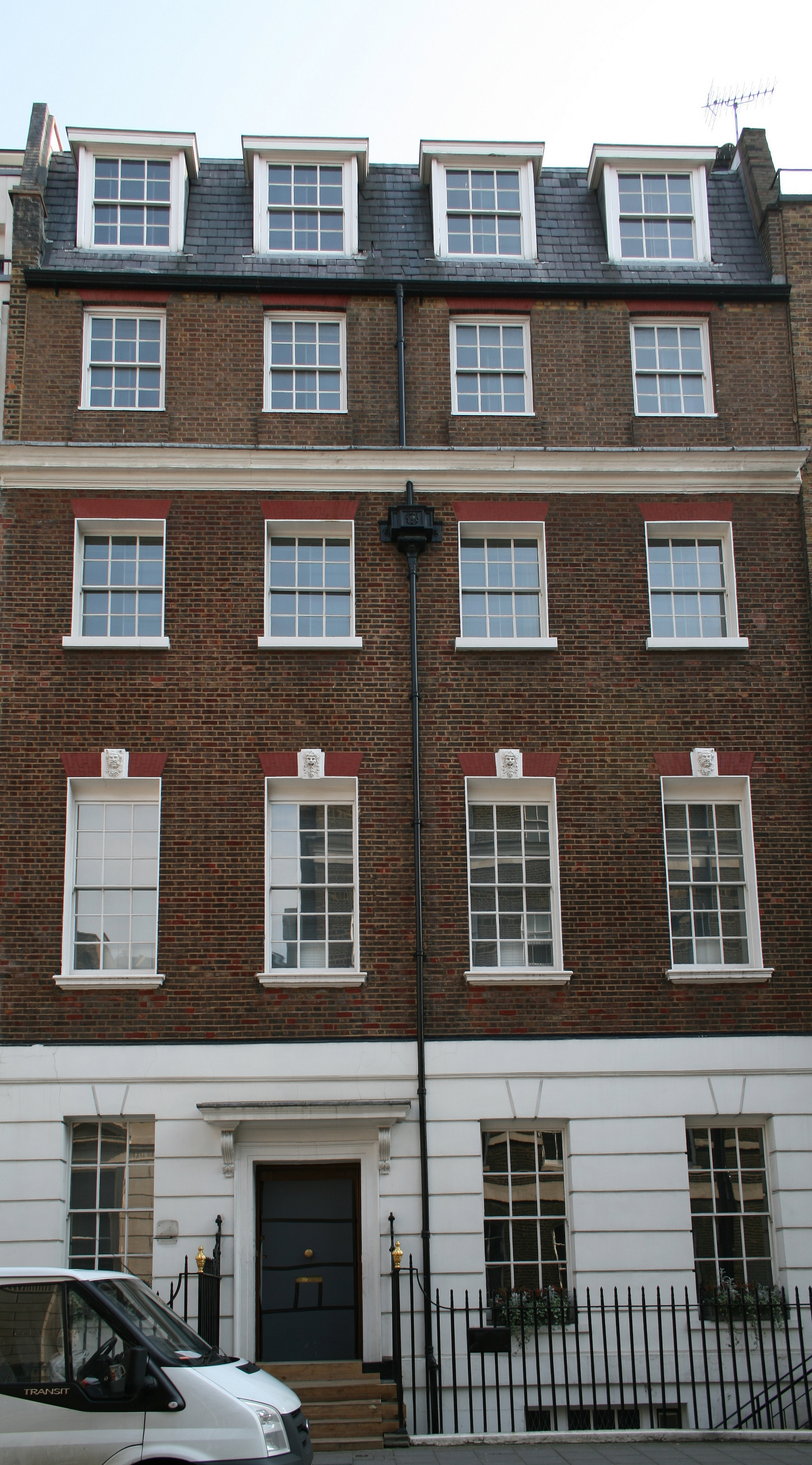
Будинок Apple Corps за адресою Севіл-роу 3, на даху якого відбувся концерт Let It Be

Хоча останнім альбомом гурту став Let It Be, більшість його пісень записана ще до виходу Abbey Road. Спочатку альбом мав назву Get Back. За словами Мартіна, Маккартні запропонував підготувати новий матеріал і «виконати його вперше перед живою аудиторією, записуючи звукозапис і знімаючи фільм. Іншими словами, зробити живий альбом із нового матеріалу, чого раніше ніхто не робив». Більшість пісень альбому створили в студії. Багатогодинну роботу над ними знято на плівку режисером Майклом Ліндсей-Гоґґом. Мартін розповідав, що репетиції та записи для цього проєкту, що тривав більшу частину січня 1969 року,
...зовсім не були щасливими… То були часи, коли стосунки між The Beatles перебували на найнижчому рівні.
Маккартні й Леннон довели Гаррісона до того, що він на тиждень пішов із гурту. Він повернувся із клавішником Біллі Престоном, який узяв участь в останніх 10 днях запису й згаданий на обкладинці синглу Get Back. Щодо місця проведення концерту хлопці ніяк не могли дійти згоди: вони відкинули ідеї про концерт на човні у морі, у туніській пустелі, у Колізеї. Урешті-решт, останній виступ гурту в супроводі Престона зняли на даху будинку Apple Corps за адресою Севіл-роу, 3, у Лондоні 30 січня 1969 року.
Звукоінженер Глін Джонс кілька місяців працював над тим, щоб зібрати альбом Get Back із різних записів, а тим часом гурт мав інші турботи. Виник конфлікт щодо призначення фінансового радника, потреба у якому стала очевидною без Епштейна. Леннон, Гаррісон та Старр хотіли бачити на цій посаді Аллена Клейна, а Маккартні — брата Лінди Істмен, з якою він одружився 12 березня — за 8 днів до одруження Джона й Оно. Згоди дійти не вдалося, тож узяли обох, але конфлікт продовжувався й фінансові можливості були втрачені.
На превелике здивування Мартіна, Маккартні звернувся до нього з проханням продюсувати новий альбом, оскільки запис Get Back був «жалюгідним досвідом», і він думав, «що це кінець для них усіх… вони стають неприємними людьми — один для одного, як і для інших людей».
Запис Abbey Road розпочався наприкінці лютого. Леннон відкинув запропонований Мартіном формат «неперервного плину музики», і наполягав на тому, щоб його пісні й пісні Маккартні розміщувалися на різних сторонах альбому. Зійшлися на запропонованому Маккартні компромісному варіанті, у якому одну сторону займали пісні, що належали членам гурту, а іншу — музична естафета. 4 липня, у розпалі роботи над альбомом, вийшов перший сольний сингл учасника гурту — пісня Леннона Give Peace a Chance, виконавцем якої став Plastic Ono Band.
Востаннє члени гурту зібралися разом в одній студії 20 серпня 1969 року на запису пісні I Want You (She's So Heavy) з альбому Abbey Road. Леннон оголосив про свій вихід із гурту іншим учасникам 20 вересня, але погодився не оголошувати це публічно, допоки не владнають різні юридичні аспекти справи.
Abbey Road вийшов через шість днів після оголошення Леннона. За два місяці продали чотири мільйони платівок. Альбом протримався на вершині британського чарту 11 тижнів. Друга пісня з альбому, балада Something вийшла окремим синглом — уперше пісню Гаррісона записано на стороні А. Відгуки Abbey Road отримала змішані, хоча музичну естафету загалом хвалили. Allmusic характеризував її як «гідну лебедину пісню гурту», у якій є «гармонії, що належать до найвизначніших у рок-музиці». МакДональд називає альбом «невпорядкованим і часто порожнім»:
Якби не внесок Маккартні як компонувальника довгої естафети… Abbey Road не створювала б враження єдиності й когерентності, що змушує виглядати альбом кращим, ніж він є насправді.
Мартін називає альбом своїм улюбленим серед усіх альбомів гурту; Леннон говорив, що альбом «компетентний», але «в ньому немає життя», називаючи Maxwell's Silver Hammer ще одним прикладом музики для бабусь, яку писав Маккартні. Продюсер звукозапису Емерік зазначав, що заміна вакуумних ламп в апаратурі на транзистори дала менш різкий звук, і гурт залишився невдоволеним звучанням, «добрішим і ніжнішим», ніж у попередніх альбомах.
Остання пісня все ще незавершеного альбому Get Back I Me Mine Гаррісона, записана 3 січня 1970 року. Леннон тоді був у Данії та в запису участі не брав. Щоб завершити альбом, який уже отримав нову назву — Let It Be, у березні Клейн віддав записані стрічки американському продюсеру Філу Спектору. Відомий своєю стіною звуку, Спектор нещодавно продюсував сольний сингл Леннона Instant Karma!. Окрім реміксування матеріалу Get Back Спектор відредагував записи, які мали йти як «живі». Маккартні залишився невдоволеним тим, що Спектор зробив із матеріалом, особливо з оркеструванням пісні The Long and Winding Road, до створення якої залучили хор та ансамбль із 34 інструментів. Пол намагався зупинити випуск Спекторової версії, але не зміг цього зробити. Маккартні зробив публічне оголошення про вихід із гурту 10 квітня, за тиждень до виходу свого першого сольного альбому McCartney.
Let It Be вийшов 8 травня. Сингл The Long and Winding Road став останнім для гурту. Він не вийшов у Британії, а тільки у США. Того ж місяця побачив екрани документальний фільм Let It Be. Наступного року він отримав Оскар за найкращий оригінальний музичний супровід. The Sunday Telegraph писала:
Це дуже поганий фільм і жалісливий… про те, як розпадається ця упевнена, геометрично досконала, колись, здавалося, вічна родина братів.
Чимало оглядачів зауважували, що деякі з пісень Let It Be звучали у фільмі краще, ніж на платівці. Зазначаючи, що Let It Be — єдиний альбом The Beatles, який отримував вряди-годи негативні, навіть ворожі, відгуки, Allmusic описує його, як «у цілому недооцінений. … Зокрема Маккартні пропонує кілька самоцвітів: слова пісні Let It Be', у якій відчувається госпел, одні з найкращих, написаних Маккартні; 'Get Back' — одна з найжорсткіших рокових пісень; і мелодична 'The Long and Winding Road', зруйнована надмірним накладанням незграбної руки Спектора». Маккартні подав позов у суд на розірвання контракту партнерства 31 грудня 1970. Юридичні дебати тривали ще довго після розпаду гурту, а розірвання договору про партнерство відбулося тільки 1975 року.

## Ушанування пам'яті
Упродовж 1983—1984 років на честь кожного з чотирьох учасників гурту назвали малі планети — 4147 Леннон, 4148 Маккартні, 4149 Гаррісон, 4150 Старр, а 1998 року на честь усього гурту назвали малу планету 8749 Бітлз.
5 грудня 2015 року, до 50-річчя з дня, коли The Beatles відіграли свій останній концерт у рідному місті Ліверпулі, відбулося відкриття пам'ятника знаменитій «Ліверпульській четвірці». Бронзові скульптури музикантів створені в натуральний зріст і важать 1,2 тонни. Скульптурна композиція виконана за фотографією The Beatles 1963 року. Автор монументу, встановленого на ліверпульській набережній Pier Head — скульптор Енді Едвардс. Пам'ятник відкрила сестра Джона Леннона — Джулія Бейрд.

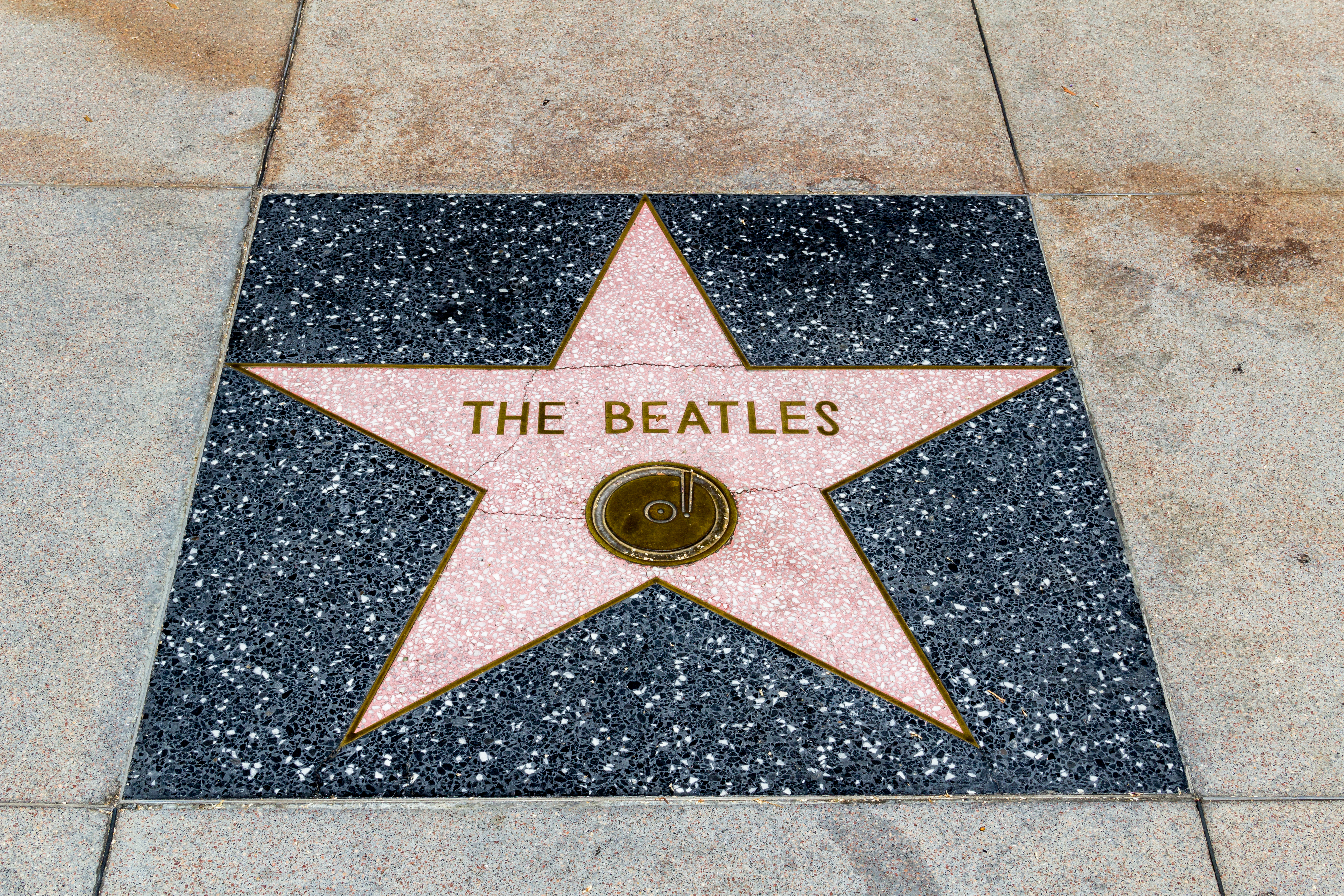
Зірка The Beatles на Голлівудській алеї слави

### У кіно
1994 року сценарист та режисер Ієн Софтлі зняв фільм «Backbeat» («Бітлз. 4+1») про ранні роки гурту, коли вони виступали на початку 1960-х років у Гамбурзі. Сюжет фільму зосереджений на стосунках Джона Леннона, Стюарта Саткліффа та його подруги, фотографки Астрід Кірхерр, яка, як вважається, вплинула на імідж гурту, а саме запропонувала нову чоловічу зачіску, яка згодом стала відома на весь світ як «бітлівська».

Скульптура гурту «Бітлз» у студентському містечку ДонНТУ

### В Україні
- У 2010-тих роках у Донецьку в студентському містечку ДонНТУ  встановлена скульптурна група гурту «Бітлз»
- 9 вересня 2017 року у Вінниці до Дня міста відкрили сквер «Ліверпуль». На території скверу біля McDonald's з'явилася сучасна арткомпозиція із силуетами гурту «Бітлз» [78].

## Дискографія
Офіційні студійні альбоми, що вийшли у Великій Британії:
- Please Please Me (22 березня 1963 року)
- With the Beatles (22 листопада 1963 року)
- A Hard Day's Night (11 липня 1964 року)
- Beatles for Sale (4 грудня 1964 року)
- Help! (6 серпня 1965 року)
- Rubber Soul (3 грудня 1965 року)
- Revolver (5 серпня 1966 року)
- Sgt. Pepper's Lonely Hearts Club Band (1 червня 1967 року)
- Magical Mystery Tour (27 листопада 1967 року)
- The Beatles (White Album) (22 листопада 1968 року)
- Yellow Submarine (17 січня 1969 року)
- Abbey Road (26 вересня 1969 року)
- Let It Be (8 травня 1970 року)

## Мультимедіа
- Tomorrow Never Knowsⓘ
- Hey Judeⓘ

## Цікаві факти
1. Остання спільна фотосесія всіх учасників гурту відбулася 1969 року. 22 серпня, квартет музикантів, а також Йоко Оно, Лінда Маккартні, вівчарка Марта і дві віслючки позували в Тіттенгерстському парку.
2. Джон Леннон частіше був провідним вокалом у піснях гурту, ніж Пол Маккартні (102 проти 97).
3. Пісня Girl стала першою у творчості The Beatles, яку випустили в СРСР. Це сталося 1967 року.
4. Перед першим масштабним турне гурту, компанія «Baskin-Robbins» виготовила спеціальне морозиво Beatle Nut.
5. Композиція Can't Buy Me Love була написана всього з 4 дублів.
6. У пісні She Said, She Said є рядок: «Я знаю, що значить бути мертвим». Цим поділився мертвий Пітер Фонда з Джоном Ленноном у його галюцинації під ЛСД.
7. У вступі пісні All You Need Is Love використаний Державний гімн Франції.
8. У пісні Hey, Jude можна почути вигук Джона: «Oh, fucking hell!». Це була реакція на неправильний акорд. За наполяганням Джона, фразу залишили в оригінальному запису й лише злегка приглушена. (2:56—2:58).
9. Під час концертів в Гамбурзі музикантам довелося використовувати струни з клубних піаніно у зв'язку з відсутністю грошей на придбання нормальних струн.
10. Тітка Джона, Мімі, завжди твердила фразу: «Гітара — хороший інструмент. Однак вона непридатна для заробляння грошей». Ставши багатим, Джон купив тітоньці віллу, у якій була мармурова стіна з цією цитатою.
11. Альбом Please Please Me став єдиним, в якому авторство пісень позначалося, як McCartney / Lennon. Усі наступні позначалися стандартним Lennon / Mccartney.
12. Джордж Гаррісон став основоположником благодійних концертів. 1 серпня 1971 року музикант організував два благодійних концерти на підтримку Бангладеш.
13. Перший запис The Beatles здійснили 1958 року. Це була платівка, записана в місцевій студії за п'ять фунтів. Через 23 роки цю платівку Пол викупив у одного з учасників запису — Даффа Лоу.
14. Гурт став першим в історії, хто надрукував на звороті обкладинки альбому тексти всіх пісень. Альбом Sgt. Pepper's Lonely Hearts Club Band.
15. Губна гармоніка, яка звучить у пісні Love Me Do була вкрадена Джоном влітку 1960 року в музичному магазині нідерландського містечка Арнем.
16. Елтон Джон є не тільки хрещеним батьком сина Джона Леннона — Шона. Він ще й автор однієї з найулюбленіших кавер-версій пісні Джона Леннона Lucy in the Sky with Diamonds. Причому настільки улюбленої, що в треку звучать бек-вокал і гітара Джона.
17. Першим професійним музичним інструментом, який придбав Пол Маккартні, стала бас-гітара у формі скрипки від Hofner.
18. Пісню Hey, Jude Пол Маккартні написав синові Джона, Джуліану, напередодні розлучення його батьків. Джуліан Леннон купив ноти пісні на аукціоні 1995 року за 25 000 фунтів стерлінгів.
19. Після випуску 1967 року треку Penny Lane влада Ліверпуля зазнала значних збитків через викрадення табличок на будинках. Зрештою вирішили писати назву вулиці та номер будинку прямо на стінах будівель.
20. За свій перший альбом кожен з учасників гурту отримав по 29 фунтів стерлінгів.
21. У всіх учасників гурту є іменний астероїд.
22. The Beatles були першим гуртом, який розмістив ударну установку на передній план сцени. Дебют відбувся в рідному Ліверпулі. Після того як Піта Беста ледь не задушили фанатки, що кинулися на сцену, це рішення скасували.
23. Половина учасників квартету — лівші: Пол і Рінго.
24. Спочатку композиція Yesterday називалася «Яєчня» (Scrambled Eggs). Ось як звучав перший рядок: «Scrambled eggs, oh my baby how I love your legs».
25. Щоб посидіти за шкільною партою Рінго Стара, необхідно заплатити п'ять фунтів стерлінгів.
26. Жоден з учасників гурту не знав нотної грамоти.
27. Одного разу Джон Леннон на піку слави сказав, що Beatles популярніші за Ісуса Христа. Обурена цією заявою радіостанція KLUE з невеликого техаського містечка провела акцію публічного спалення платівок та інших символів Beatles, у якій взяли участь багато її слухачів. Наступного дня в будинок радіостанції вдарила блискавка, після чого обладнання вийшло з ладу, а диктор зомлів.
28. 1984 року на аукціоні продавалися видавничі права на пісні Beatles. Його виграв Майкл Джексон, заплативши майже 50 мільйонів доларів — більше, ніж пропонував сам Пол Маккартні. Відтоді Джексон отримував половину доходів від продажів Beatles (іншу половину отримували автори пісень, особливо Маккартні).
29. У Гамбурзі, куди ранні «бітли» приїхали на заробітки, господарі нічних клубів вимагали від музикантів епатажу. Доводилося епатувати: Джон красувався по Репербане і навколишніх вуличках в ніжно-рожевих трусах, з'являвся на сцені з сидінням від унітаза, одягненим на шию, наче намисто. А одного разу навіть справив потребу на голови добропорядних бюргерів, які йшли до церкви. За останнє загримів у дільницю, але ненадовго: тітонька Мімі знайшла гроші на оплату штрафу.
30. Під час виступу Beatles в королівському вар'єте до їхніх слухачів приєдналася монарша родина. Публіка, відчуваючи «найвеличнішу» присутність, поводилася досить скуто і навіть аплодувала з оглядкою на королівську ложу. Помітивши це, Джон сказав після виконання однієї з пісень: «Публіка на дешевих місцях, не соромтеся, аплодуйте! А інші теж приєднуйтесь — трусіть своїми коштовностями!». Королева аніскільки не образилася на жартівника (ось воно, гарне почуття англійського гумору). І навіть подарувала Леннону дорогу каблучку.
31. Багато жартів «бітлів» сприймалися їхніми шанувальниками цілком серйозно. Одного разу Пол розповів журналістам про те, що дуже любить шоколадні цукерки, але їсть їх украй рідко — все солодке у нього конфіскує Джордж. Після цього бітломанія переросла в Шоколадоманію: студію Apple завалили купами шоколаду, а багато посилок приходили з поміткою: «Це не для Джорджа, а для Пола!». Шанувальники закидували музикантів цукерками й «наживо» — під час виступів
32. Режисери німецького радіо не наважувалися випускати в ефір пісню Day Tripper, тому що слово «tripper» у німецькому сленгу означало гонорею.
33. Рінго написав пісню Octopus's Garden під час відпустки після того як йому подали м'ясо кальмара замість риби з картоплею. Коли він зацікавився стравою, якої він раніше ніколи не куштував, капітан розповів про звички восьминога і про те, що той має звичай збирати у своїй печері різні предмети й молюсків і влаштовувати з них щось на кшталт невеликого саду.
34. У пісні The End ледве вдалось змусити Рінго записати соло на ударних, оскільки він їх просто ненавидів. В інтерв'ю 1988 року Пол Маккартні розповів: коли Рінго прийшов у гурт, «ми запитали його — а як тобі соло на ударних, і він відповів — я їх ненавиджу. І ми закричали — чудово! Ми тебе любимо!»
35. Під час допитів Чепмен стверджував, що зашифрований наказ убити Леннона він знайшов на сторінках повісті американського письменника Джерома Селінджера «Над прірвою в житі».
36. Задовго до народження Стіва Джобса Пол Маккартні та Джон Леннон заснували компанію Apple для випуску музики та фільмів.
37. На фільмі Magical Mystery Tour Стівен Спілберг навчався монтажу. Цю стрічку зняли The Beatles самостійно і знищили критики дощенту.
38. Справжнє ім'я Рінго Старра — Річард Старкі.
39. Італійський співак Адріано Челентано присвятив гурту «The Beatles» дві пісні. У тексті своєї пісні Torno sui miei passi 1967 року співак критикував вплив колективу на сучасність. Також у телепередачі Sabato sera (1967), перед виконанням пісні Tre passi avanti, Адріано Челентано написав своєрідний символічний лист до гурту з проханням подумати про деяких шанувальників, які, захопившись їхньою музикою, у знак протесту пішли з дому чи почали приймати наркотики[79].
40. 1971 року Джон Леннон написав Полу Маккартні і його дружині Лінді гнівний лист[80], вже після розпаду The Beatles.
41. Найкраще виконання пісні Yestarday, на думку Пола Маккартні, належить джазовій співачці з Одеси Тетяні Боєвій. Вона є володаркою премії Пола Маккартні за найкраще виконання Yesterday[81].

### Англійською
- Coleman, Ray (1989). Brian Epstein: The Man Who Made The Beatles. Viking. ISBN 0-670-81474-1.
- Davies, Hunter (1985). The Beatles. McGraw-Hill. ISBN 0-07-015463-5.
- Lennon, Cynthia (2006). John. Hodder & Stoughton. ISBN 0-340-89828-3.
- Lewisohn, Mark (1990). The Complete Beatles Recording Sessions: The Official Story of the Abbey Road Years. Hamlyn. ISBN 0-681-03189-1.
- Miles, Barry (1998). Many Years from Now. Vintage-Random House. ISBN 0-7493-8658-4.
- Spitz, Bob (2005). The Beatles. Little Brown. ISBN 0-316-80352-9.
- The Beatles (2003). The Beatles Anthology (DVD). Apple records. ASIN: B00008GKEG (Bar Code: 24349 29699).
- Costello, Elvis (15 квітня 2004). The Beatles. Rolling Store Issue 946. Rolling Stone. Архів оригіналу за 23 червня 2013. Процитовано 2 лютого 2008.
- The Immortals: The First Fifty. Rolling Stone Issue 946. Rolling Stone. 15 квітня 2004. Архів оригіналу за 19 серпня 2011. Процитовано 2 лютого 2008.

### Польською
- Burrows, Terry (2002). The Beatles. Ilustrowana historia zespolu (польською) . Познань: In Rock. с. 192. ISBN 83-86365-47-1.

### Російською
- Леннон Дж., Маккартни П., Харрисон Дж., Старр Р. Стихи и песни (Песни «Битлз»). Сборник / Сост. В. А. Скороденко. — на англиском языке с приложением на русском языке. — Москва: Радуга, 1992, 365 с. ISBN 5-05-00226600-1 (тираж 25 000).
- Студенческий меридиан (журнал), спеціальне видання «The Beatles». — 1991. — № 7–8. ISSN 03213803
- Багиров А. (Багир-Заде А. Н.). «Битлз» — любовь моя. — Минск : Парус, 1993. — 206 с.